# Vanellus spinosus
La pavoncella spinosa (Vanellus spinosus,  Linnaeus, 1758), è un uccello della famiglia dei Charadriidae.

## Sistematica
Vanellus spinosus non ha sottospecie, è monotipico.

## Distribuzione e habitat
Questo uccello nidifica nel Mediterraneo orientale (Turchia, Grecia, Israele) e in un'ampia fascia che va dall'Africa sub-sahariana occidentale alla Penisola Arabica e, da nord a sud, dall'Egitto alla Repubblica Democratica del Congo e la Tanzania. È di passo nell'Europa centrale e meridionale, compresa l'Italia, e in Africa meridionale (Zambia, Angola).

### Riproduzione

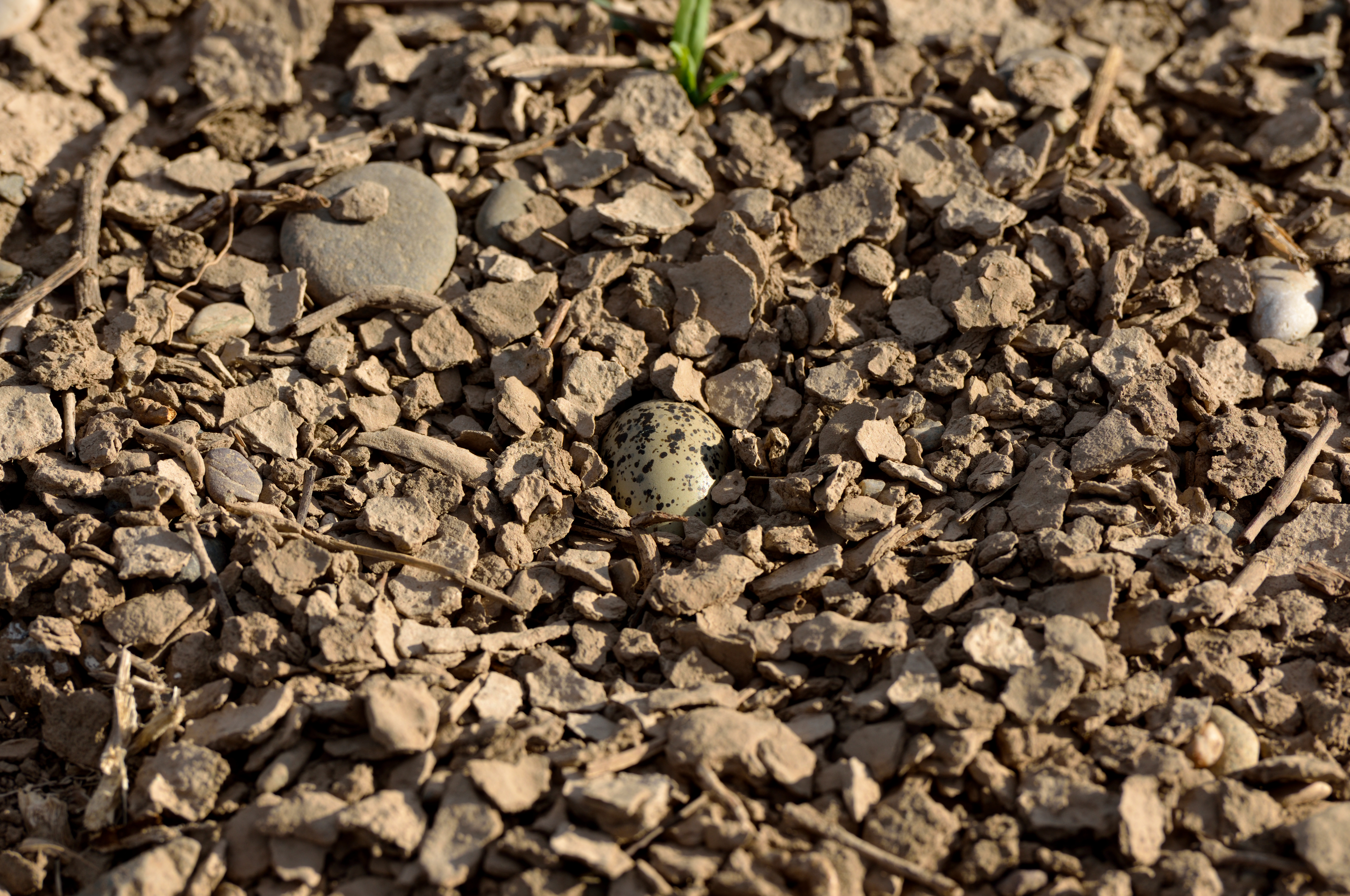
Uovo di Pavoncella spinosa

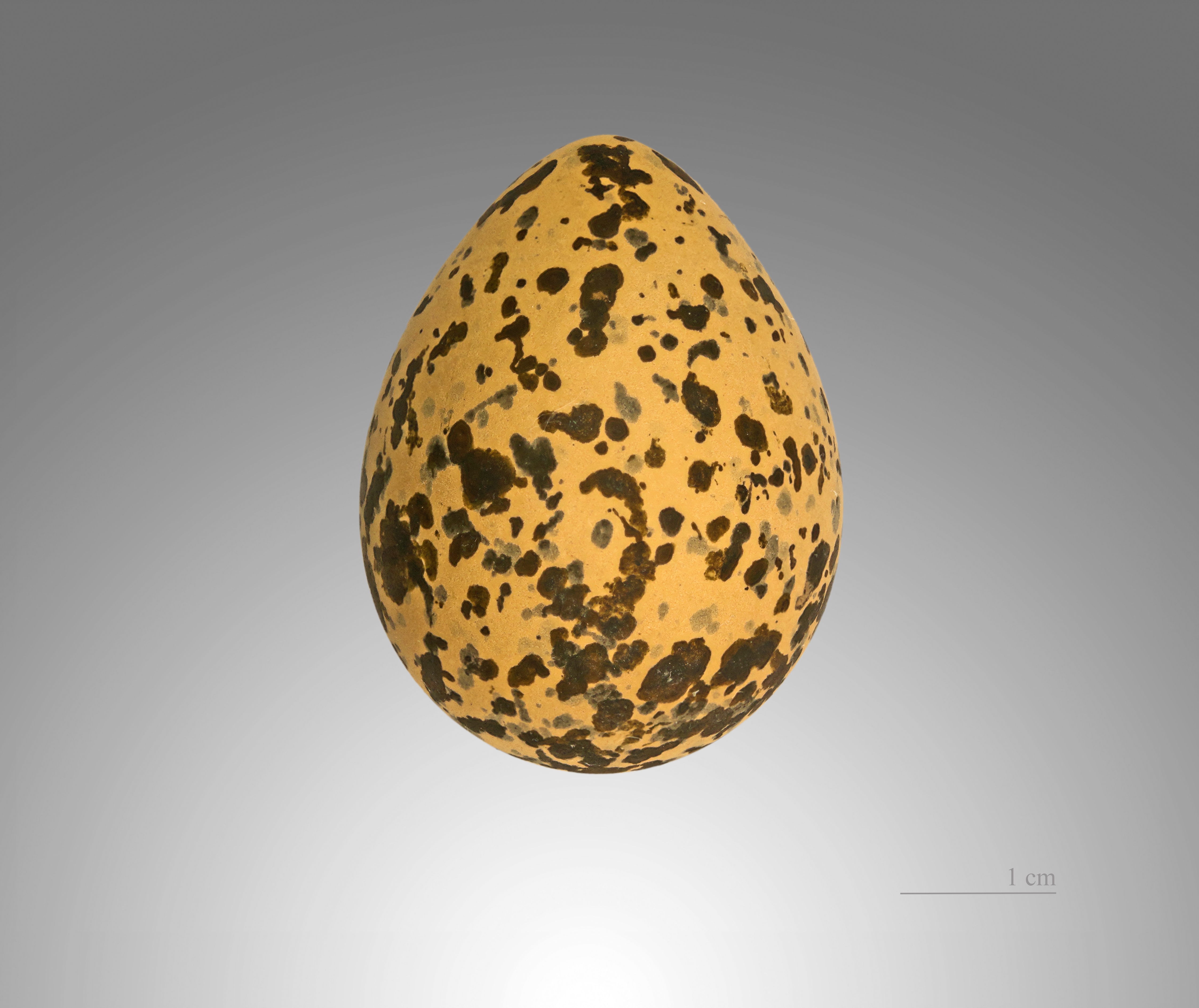
Uovo di Pavoncella spinosa